# William Otis Crosby
William Otis Crosby (* 14. Januar 1850 in Decatur, Byrd Township (Ohio); † 1925) war ein US-amerikanischer Geologe.

## Leben
Er studierte am Massachusetts Institute of Technology (MIT), graduierte 1876 und war zunächst Assistent. Ab 1880 war er Instruktor, 1883 wurde er a.o. Prof. für Mineralogie und Lithologie. Ab 1875 war er am Boston Museum of Natural History. Mit dem MIT war er 45 Jahre verbunden.
1881 wurde Crosby zum Mitglied der American Academy of Arts and Sciences in Cambridge, Massachusetts gewählt.

## Veröffentlichungen
- Native Bitumens and the Pitch Lake of Trinidad. 1879
- Common Minerals and Rocks. Boston, 1881